# Okres Svidník
Okres Svidník je jedním z okresů Slovenska. Leží v Prešovském kraji, v jeho severní části. Na severu hraničí s Polskem, na západě s okresem Bardejov, na východě pak s okresem Stropkov a na jihu s okresem Prešov a Vranov nad Topľou.